# Boulevard Voltaire (site web)
Ne doit pas être confondu avec Réseau Voltaire.
Pour les articles homonymes, voir Boulevard Voltaire (homonymie) et Voltaire (homonymie).
Boulevard Voltaire est un site d'actualité français d'extrême droite, lancé en 2012 par Dominique Jamet et les époux Robert et Emmanuelle Ménard.
Le site a publié plusieurs fausses informations et s’est livré à de la désinformation. En 2014, il est condamné pour provocation à la haine envers les musulmans.

## Historique

### Généralités
D'après Jean-Yves Le Gallou, c'est la réunion de sa fondation identitaire Polémia du 15 octobre 2011 qui « a soufflé l'idée de Boulevard Voltaire à Ménard. À l'époque, il ne connaissait pas trop les blogs. J'ai contribué à son site, et je lui ai donné des noms de blogueurs qui pourraient y contribuer ».
Robert Ménard et son épouse, Emmanuelle Duverger, fondent officiellement Boulevard Voltaire le 1er octobre 2012. Dominique Jamet participe aussi à la fondation.
Lors du lancement de Boulevard Voltaire, Dominique Jamet déclare son attachement à la liberté d'expression et au pluralisme, et affirme vouloir « permettre à des opinions qui ne sont pas forcément officielles et autorisées par les grands groupes de presse et les grands partis politiques de s'exprimer »,. En 2012, juste après la création du site, Philippe Bilger estime qu'il existe une « pluralité » au sein des rédacteurs.
Robert Ménard déclare avoir quitté Boulevard Voltaire en avril 2014, après son élection comme maire de Béziers.
À la suite de la démission de Dominique Jamet au début du mois d'avril 2016, se disant en désaccord avec l'évolution et l'orientation de la ligne éditoriale du site et souhaitant se consacrer davantage à sa fonction de vice-président du parti fondé par Nicolas Dupont-Aignan Debout la France. Emmanuelle Ménard le remplace alors et devient directrice de la rédaction. Cependant, à la suite de son élection dans la 6e circonscription de l'Hérault en 2017, elle démissionne le 21 juin afin de se consacrer à son mandat de députée. Elle est alors remplacée par l'écrivaine et journaliste Gabrielle Cluzel.
Boulevard Voltaire est reconnu en tant que « service de presse en ligne d'information politique et générale », par la Commission paritaire des publications et des agences de presse.[pertinence contestée]

### Anniversaire des dix ans d'existence

#### Campagne présidentielle de 2022
Le 12 janvier 2022, en pleine campagne présidentielle, les équipes d'Éric Zemmour et de Marine Le Pen se rencontrent « pour la première fois dans une sauterie organisée pour les dix ans de Boulevard Voltaire ».
Selon Le Point, la présidente du RN s'y est longuement entretenue avec Philippe de Villiers et le général Bertrand de La Chesnais, directeur de campagne d'Éric Zemmour. Stanislas Rigault, le président de Génération Z, mouvement de jeunesse du parti Reconquête fondé par Éric Zemmour en 2021, était également présent, ainsi que le couple Robert et Emmanuelle Ménard.

#### Personnalité de Gabrielle Cluzel
Le journal L'Opinion, pour qui Boulevard Voltaire est « sorti de l'ornière quand beaucoup de blogs de la droite radicale sont restés dans la confidentialité » — allusion à la présence régulière de sa directrice de publication Gabrielle Cluzel sur les plateaux de la chaîne d'informations CNews — voit la fête d'anniversaire de Boulevard Voltaire comme l'occasion de « la trêve de toutes les droites ».

## Positionnement politique à l'extrême droite
Boulevard Voltaire est généralement classé parmi les sites Internet de l'extrême droite française, plusieurs de ses contributeurs étant issus des courants de cette tendance idéologique et certains textes parus sur Boulevard Voltaire étant jugés islamophobes, contre le multiculturalisme et contre le mariage homosexuel,,,,,.
Pour L'Obs, la proximité de Robert Ménard avec le Front national et avec des « militants catholiques du Printemps français » classe Boulevard Voltaire comme site d'extrême droite, de même que sa référence à Voltaire lui permettrait de revendiquer l'irrévérence à l'égard des religions, principalement orientée contre l'islam. Boulevard Voltaire a publié des textes de personnalités liées à la Nouvelle Droite comme Alain de Benoist, ou à la mouvance identitaire comme Renaud Camus.
Le site Conspiracy Watch souligne en outre la présence sur le site « salué dès sa naissance par l’ancien vice-président du Front national Bruno Gollnisch », de personnalités liées au conspirationnisme et à l'extrême droite telles que Pierre Hillard et Alain Soral et des liens de Robert Ménard avec le conspirationniste Thierry Meyssan président du Réseau Voltaire, Alain Benajam et Étienne Chouard.
Le Figaro classe le site et son ancienne rédactrice en chef Emmanuelle Ménard à l'extrême droite,, ou qualifie le site d'« identitaire ». D’après le politologue Gaël Brustier, Boulevard Voltaire, avec Valeurs actuelles, est l’un des relais de la « droite hors les murs », un mouvement qui ambitionnait de devenir une « Alt-right à la française, mais sans Donald Trump […] ». Valeurs actuelles voit dans le qualificatif d'extrême droite accolé à Boulevard Voltaire par les médias mainstream une volonté de discréditer les médias dits de réinformation.
Plusieurs contributeurs de Boulevard Voltaire interviennent sur d'autres médias : FigaroVox, CNews, Valeurs actuelles, Causeur et LCI. Gabrielle Cluzel, rédactrice en chef, est invitée régulièrement  sur les plateaux de CNews, Figaro Live, BFM, France Inter et LCI.
En mai 2016, Robert Ménard, co-organise le « Rendez-vous de Béziers » avec son épouse Emmanuelle Duverger, patronne de Boulevard Voltaire, et Yves de Kerdrel, directeur du magazine de droite Valeurs actuelles, un rassemblement de ce qu'il appelle la « droite hors les murs » (La Dépêche du Midi parle d'une « extrême droite réactionnaire »). Parmi les participants, on compte Renaud Camus créateur de la théorie conspirationniste du Grand Remplacement, l'inventeur de la « préférence nationale » Jean-Yves Le Gallou ou des personnalités du Front national telles que Marion Maréchal-Le Pen et Louis Aliot.
Boulevard Voltaire participe à la cérémonie parodique des Bobards d'or, organisée par la fondation Polémia, un think tank identitaire.
Mediapart affirme que « sous couvert d'une liberté d'expression totale, et alors que, pendant un temps, certains contributeurs proviennent des rangs de la gauche, le site se mue rapidement en catalogue de toutes les pensées réactionnaires issues de la droite « hors les murs » ». Mediapart présente Boulevard Voltaire comme faisant partie des « nouveaux médias des droites » comme TV Libertés et Figaro Vox, une « nouvelle génération » apparue à l'époque de la présidence de François Hollande et faisant suite à un renouveau de la « presse d’entre-deux-droites » avec la création d'Atlantico en 2011. Pour Libération, « Pensé au départ comme un « Mediapart de droite », un « vrai lieu de débats », le pure player est aujourd'hui un agglomérat d'éditoriaux droitiers sur les sujets d'actualité, tendance xénophobe, islamophobe et pro-sécuritaire.
Selon un article de Têtu de 2018, les billets du blog de Philippe Bilger « sont presque systématiquement repris par le site Boulevard Voltaire », qui « flirte depuis longtemps avec l'ultra-droite ». En 2019, Arrêt sur images qualifie le site Boulevard Voltaire et sa nouvelle rédactrice en chef, Gabrielle Cluzel, comme étant d'extrême droite.

## Désinformation, fausses informations et complotisme
Selon le quotidien Libération, Boulevard Voltaire, qu'il qualifie de « membre éminent de la  fachosphère », s'est livré à plusieurs reprises à de la désinformation et aux infox (fake news), relayant par exemple une « intox » concernant une fausse nouvelle taxe sur les familles, une citation inventée de Bernard Cazeneuve sur les racines chrétiennes de la France et également de nombreuses désinformations de droite et d'extrême droite comme l'intoxication de droite fustigeant le « laxisme de Christiane Taubira » qui aurait « facilité la fuite » de 236 détenus (alors que la loi en question, sur les permissions, est antérieure au mandat de la ministre). De plus, Libération s'amuse que le site Boulevard Voltaire reconnaisse lui-même en 2017 que sa « famille de pensée » est « le groupe social qui diffuse le plus de fausses nouvelles ». Robin de La Roche, dans un article du site, déclare qu'il n'y a que dans les réseaux « de droite » que l'on trouve « un tel salmigondis d'idioties, de rumeurs infondées, de mélanges honteux, bref, de fausses informations ». Il cite par exemple « une rumeur complètement idiote sur « l'oreillette » qu'aurait portée [Emmanuel Macron, lors] du débat présidentiel. Ridicule bêtise fondée sur une photo du cartilage de son oreille ».
France inter qualifie Boulevard Voltaire de « site de désinformation ».
Concernant le projet de mosquée à Tulle, Boulevard Voltaire écrit « cette mosquée, sous couvert d'être un immeuble culturel et pas seulement cultuel, sera en partie financé par les deniers publics », alors qu'en fait la ville n'est pas décidée à valider le projet et qu'il sera financé uniquement par des fonds privés.
Pour L'Express, « certains articles sont purement et simplement des mensonges ». Décodex, un outil de vérification des faits rattaché au journal Le Monde, qui est leur « bête noire » selon L'Express, recommande d'être « prudent » quand on lit des informations sur Boulevard Voltaire. Cette affirmation est dénoncée par la collaboratrice du site Charlotte d'Ornellas comme un exemple du « manque de nuance » de la presse traditionnelle. Selon David Doucet, un des auteurs de La Fachosphère : comment l'extrême droite remporte la bataille d'Internet, ces sites « peuvent avoir des intentions journalistiques, mais ils obéissent avant tout à des intérêts militants. Jamais ils ne publieront un papier qui va contrecarrer leur vision idéologique ».
Selon le classement 2020 des sites les plus visités de la complosphère établi par Conspiracy Watch, Boulevard Voltaire est classé troisième, derrière Égalité et Réconciliation d'Alain Soral et FranceSoir, avec 1 135 475 visites moyennes par mois. Il est classé dans les quatre sites «  d’une extrême droite identitaire et contemptrice de l’immigration et de l’« islamisation » » avec dreuz.info, Le Salon beige et Riposte laïque. Libération indique en 2021 que le site atteint une audience de cinq millions de pages vues par mois. Boulevard Voltaire ne figure plus dans le classement 2022, Conspiracy Watch estimant qu’il « n’a pas endossé en 2022 de théories du complot » .

## Affaires judiciaires et controverses

### Condamnation pour provocation à la haine
Le 18 novembre 2014, Dominique Jamet, directeur de publication, et une militante et contributrice, Christine Tasin, sont condamnés chacun à 1 000 euros d'amende dont la moitié avec sursis pour provocation à la haine envers les musulmans. Dans son texte, Christine Tasin imagine qu'une loi interdisant l'islam est votée, et prédit alors des « émeutes et même des menaces terroristes »,. Ce jugement est confirmé en appel en novembre 2015.

### Campagne contre les annonceurs du site
En 2017, le réseau de militants Sleeping Giants mène une campagne dirigée contre les médias d’extrême droite français, dont Boulevard Voltaire, visant à réduire leurs revenus publicitaires. Pour cela, ils contactent les entreprises et leur expliquent la marche à suivre auprès de leur régie publicitaire pour exclure Boulevard Voltaire des sites susceptibles d'accueillir leurs publicités. Selon Télérama, le préjudice financier pour Boulevard Voltaire est « difficile à évaluer, mais il est important ». Les Sleeping Giants annoncent avoir réduit de 90 % les revenus publicitaires du site, information ni confirmée ni infirmée par Boulevard Voltaire.

### Site officiel
- Site officiel